# Redemptoris missio
Redemptoris missio è una enciclica pubblicata dal papa Giovanni Paolo II il 7 dicembre 1990.

Tratta della missionarietà e della sua fondamentale importanza anche nel mondo di oggi.

## Contenuto
- Introduzione
- I - Gesù Cristo unico salvatore
- II - Il Regno di Dio
- III - Lo Spirito Santo protagonista della missione
- IV - Gli immensi orizzonti della missione "ad gentes"
- V - Le vie della missione
- VI - I responsabili e gli operatori della pastorale missionaria
- VII - La cooperazione all'attività missionaria
- VIII - La spiritualità missionaria
- Conclusione
- firma